# Fase final da Copa Libertadores da América de 2010
A fase final da Copa Libertadores da América de 2010 compreendeu as disputas de oitavas de final, quartas de final, semifinal e final. As equipes se enfrentaram em jogos eliminatórios de ida e volta em cada fase, e a que somassem mais pontos classificavam-se a fase seguinte. 

## Critérios de desempate
Se em um cruzamento as determinadas equipes igualassem em pontos, o primeiro critério de desempate seria o saldo de gols. Caso empatassem no saldo, o gol marcado na casa do adversário entraria em consideração. Persistindo o empate, a vaga seria decidida na disputa por pênaltis.

## Classificação geral
Para determinar todos os cruzamentos da fase final, foi levado em conta o desempenho das equipes na segunda fase. As equipes que finalizaram em primeiro lugar nos grupos dividiram-se de 1º a 8º e as equipes que se classificaram em segundo lugar nos grupos, de 9º a 16º. Como as equipes mexicanas do San Luis e do Guadalajara iniciam a partir dessa fase, apenas os seis melhores segundos colocados nos grupos obtiveram classificação. A melhor equipe enfrenta a 16ª, a 2ª contra a 15ª, e assim sucessivamente.
| Pos. | Primeiros dos grupos | Pts | SG | GP |
| ---- | -------------------- | --- | -- | -- |
| 1    | Corinthians          | 16  | +6 | 9  |
| 2    | São Paulo            | 13  | +7 | 9  |
| 3    | Estudiantes          | 13  | +6 | 11 |
| 4    | Vélez Sarsfield      | 13  | +5 | 10 |
| 5    | Libertad             | 12  | +7 | 10 |
| 6    | Internacional        | 12  | +6 | 8  |
| 7    | Nacional             | 12  | +5 | 9  |
| 8    | Universidad de Chile | 12  | +4 | 10 |

| Pos. | Segundos dos grupos | Pts                | GP                 | SG                 |
| ---- | ------------------- | ------------------ | ------------------ | ------------------ |
| 9    | Alianza Lima        | 12                 | +5                 | 12                 |
| 10   | Cruzeiro            | 11                 | +6                 | 12                 |
| 11   | Banfield            | 11                 | +5                 | 13                 |
| 12   | Once Caldas         | 11                 | +3                 | 8                  |
| 13   | Chivas Guadalajara  | Chivas Guadalajara | Chivas Guadalajara | Chivas Guadalajara |
| 14   | San Luis            | San Luis           | San Luis           | San Luis           |
| 15   | Universitario       | 10                 | +3                 | 5                  |
| 16   | Flamengo            | 10                 | +2                 | 11                 |

## Oitavas de final
| Chave | Equipe 1             | Total       | Equipe 2           | Ida | Volta |
| ----- | -------------------- | ----------- | ------------------ | --- | ----- |
| A     | Corinthians          | 2–2 (gf)    | Flamengo           | 0–1 | 2–1   |
| B     | São Paulo            | 0–0 (3–1 p) | Universitario      | 0–0 | 0–0   |
| C     | Estudiantes          | 4–1         | San Luis           | 1–0 | 3–1   |
| D     | Vélez Sarsfield      | 2–3         | Chivas Guadalajara | 0–3 | 2–0   |
| E     | Libertad             | 2–1         | Once Caldas        | 0–0 | 2–1   |
| F     | Internacional        | 3–3 (gf)    | Banfield           | 1–3 | 2–0   |
| G     | Nacional             | 1–6         | Cruzeiro           | 1–3 | 0–3   |
| H     | Universidad de Chile | 3–2         | Alianza Lima       | 1–0 | 2–2   |

### Chave A
| 28 de abril   | Flamengo          | 1 – 0     | Corinthians | Estádio do Maracanã, Rio de Janeiro          |
| 21:50 (UTC-3) | Adriano 66' (pen) | Relatório |             | Público: 72,442 Árbitro: PAR Carlos Amarilla |

| 5 de maio     | Corinthians                         | 2 – 1     | Flamengo        | Estádio do Pacaembu, São Paulo               |
| 21:50 (UTC-3) | David Braz 27' (g.c.) · Ronaldo 39' | Relatório | Vágner Love 49' | Público: 35,561 Árbitro: URU Roberto Silvera |

### Chave B
| 28 de abril   | Universitario | 0 – 0     | São Paulo | Estádio Monumental, Lima                  |
| 17:30 (UTC-5) |               | Relatório |           | Público: 25,000 Árbitro: ARG Saúl Laverni |

| 4 de maio     | São Paulo | 0 – 0     | Universitario | Estádio do Morumbi, São Paulo              |
| 19:30 (UTC-3) |           | Relatório |               | Público: 48,000 Árbitro: PAR Carlos Torres |

|                                                    |       | Penalidades                  |  |
| Rogério Ceni Hernanes Marcelinho Paraíba Dagoberto | 3 – 1 | Ramírez Alva Galván Labarthe |  |

### Chave C
| 27 de abril   | San Luis | 0 – 1     | Estudiantes  | Estadio Alfonso Lastras Ramírez, San Luis Potosí |
| 18:45 (UTC-6) |          | Relatório | González 25' | Público: 12,000 Árbitro: VEN Juan Soto           |

| 5 de maio     | Estudiantes                    | 3 – 1     | San Luis       | Estádio José Luis Meiszner, Quilmes          |
| 19:30 (UTC-3) | González 4' · Benítez 50', 55' | Relatório | de la Torre 7' | Público: 20,000 Árbitro: PER Víctor Carrillo |

### Chave D
| 27 de abril   | Chivas Guadalajara                   | 3 – 0     | Vélez Sarsfield | Estádio Jalisco, Guadalajara           |
| 21:15 (UTC-6) | Bravo 25', 79' · Reynoso 90+2' (pen) | Relatório |                 | Público: 5,000 Árbitro: COL Óscar Ruiz |

| 4 de maio     | Vélez Sarsfield       | 2 – 0     | Chivas Guadalajara | Estádio José Amalfitani, Buenos Aires      |
| 21:50 (UTC-3) | Silva 3' · Zárate 89' | Relatório |                    | Público: 30,000 Árbitro: BRA Wilson Seneme |

### Chave E
| 29 de abril   | Once Caldas | 0 – 0     | Libertad | Estádio Palogrande, Manizales                |
| 21:30 (UTC-5) |             | Relatório |          | Público: 15,000 Árbitro: BRA Salvio Fagundes |

| 6 de maio     | Libertad               | 2 – 1     | Once Caldas | Estádio Defensores del Chaco, Assunção |
| 21:00 (UTC-3) | Gamarra 73' (pen), 89' | Relatório | Moreno 54'  | Árbitro: ARG Sergio Pezzotta           |

### Chave F
| 28 de abril   | Banfield                                    | 3 – 1     | Internacional | Estádio Florencio Sola, Banfield             |
| 21:50 (UTC-3) | Rodríguez 47' · Battión 59' · Fernández 81' | Relatório | Kléber 50'    | Público: 25,000 Árbitro: URU Jorge Larrionda |

| 6 de maio     | Internacional               | 2 – 0     | Banfield | Estádio Beira-Rio, Porto Alegre            |
| 19:30 (UTC-3) | Alecsandro 42' · Walter 57' | Relatório |          | Público: 34,643 Árbitro: COL Wilmar Roldán |

### Chave G
| 29 de abril   | Cruzeiro                    | 3 – 1     | Nacional     | Estádio Mineirão, Belo Horizonte             |
| 19:00 (UTC-3) | Thiago Ribeiro 7', 22', 42' | Relatório | Regueiro 51' | Público: 45,000 Árbitro: ARG Hector Baldassi |

| 5 de maio     | Nacional | 0 – 3     | Cruzeiro                                            | Estádio Gran Parque Central, Montevidéu       |
| 21:50 (UTC-3) |          | Relatório | Thiago Ribeiro 28' · Diego Renan 48' · Gilberto 80' | Público: 22,000 Árbitro: ARG Federico Beligoy |

### Chave H
| 29 de abril   | Alianza Lima | 0 – 1     | Universidad de Chile | Estádio Alejandro Villanueva, Lima        |
| 19:15 (UTC-5) |              | Relatório | Rivarola 86'         | Público: 35,000 Árbitro: BRA Carlos Simon |

| 6 de maio     | Universidad de Chile       | 2 – 2     | Alianza Lima       | Estádio Monumental, Santiago             |
| 21:00 (UTC-4) | Vargas 62' · Seymour 90+1' | Relatório | Fernández 24', 86' | Público: 35,000 Árbitro: ECU Carlos Vera |

## Quartas de final
Em 7 de maio de 2010, a CONMEBOL liberou o calendário dos jogos das demais fases finais (quartas de final, semifinais e final).
| Chave | Equipe 1           | Total    | Equipe 2             | Ida | Volta |
| ----- | ------------------ | -------- | -------------------- | --- | ----- |
| S1    | Flamengo           | 4–4 (gf) | Universidad de Chile | 2–3 | 2–1   |
| S2    | São Paulo          | 4–0      | Cruzeiro             | 2–0 | 2–0   |
| S3    | Estudiantes        | 2–2 (gf) | Internacional        | 0–1 | 2–1   |
| S4    | Chivas Guadalajara | 3–2      | Libertad             | 3–0 | 0–2   |

### Chave S1
| 12 de maio    | Flamengo               | 2 – 3     | Universidad de Chile                      | Estádio do Maracanã, Rio de Janeiro          |
| 19:30 (UTC-3) | Adriano 39' · Juan 88' | Relatório | Victorino 4' · Olarra 24' · Fernández 47' | Público: 72,442 Árbitro: PAR Carlos Amarilla |

| 20 de maio    | Universidad de Chile | 1 – 2     | Flamengo                        | Estádio Santa Laura, Santiago |
| 21:15 (UTC-4) | Montillo 73'         | Relatório | Vágner Love 45+1' · Adriano 77' | Árbitro: URU Roberto Silvera  |

### Chave S2
| 12 de maio    | Cruzeiro | 0 – 2     | São Paulo                    | Estádio Mineirão, Belo Horizonte        |
| 21:50 (UTC-3) |          | Relatório | Dagoberto 23' · Hernanes 66' | Público: 48,602 Árbitro: COL Óscar Ruiz |

| 19 de maio    | São Paulo                    | 2 – 0     | Cruzeiro | Estádio do Morumbi, São Paulo                |
| 21:50 (UTC-3) | Hernanes 23' · Dagoberto 53' | Relatório |          | Público: 52,196 Árbitro: URU Jorge Larrionda |

### Chave S3
| 13 de maio    | Internacional | 1 – 0     | Estudiantes | Estádio Beira-Rio, Porto Alegre              |
| 20:15 (UTC-3) | Sorondo 88'   | Relatório |             | Público: 40,115 Árbitro: URU Roberto Silvera |

| 20 de maio    | Estudiantes              | 2 – 1     | Internacional | Estádio José Luis Meiszner, Quilmes |
| 19:45 (UTC-3) | González 18' · Pérez 20' | Relatório | Giuliano 88'  | Árbitro: COL Óscar Ruiz             |

### Chave S4
| 11 de maio    | Chivas Guadalajara          | 3 – 0     | Libertad | Estádio Jalisco, Guadalajara            |
| 20:15 (UTC-5) | Bravo 8', 80' · Vásquez 30' | Relatório |          | Público: 20,000 Árbitro: CHI Pablo Pozo |

| 18 de maio    | Libertad               | 2 – 0     | Chivas Guadalajara | Estádio Defensores del Chaco, Assunção    |
| 21:15 (UTC-4) | Román 19' · Maciel 67' | Relatório |                    | Público: 500 Árbitro: ARG Héctor Baldassi |

## Semifinais
Se dois times do mesmo país alcançarem às semifinais, os confrontos serão alterados de forma a esses dois times se enfrentarem nessa fase, modificando os cruzamentos pré-determinados.
| Chave | Equipe 1             | Total    | Equipe 2           | Ida | Volta |
| ----- | -------------------- | -------- | ------------------ | --- | ----- |
| F1    | Universidad de Chile | 1–3      | Chivas Guadalajara | 1–1 | 0–2   |
| F2    | São Paulo            | 2–2 (gf) | Internacional      | 0–1 | 2–1   |

### Chave F1
| 27 de julho   | Chivas Guadalajara | 1 – 1     | Universidad de Chile | Estádio Azteca, Cidade do México |
| 20:15 (UTC-5) | Arellano 52'       | Relatório | Olarra 48'           | Árbitro: VEN Juan Soto           |

| 3 de agosto   | Universidad de Chile | 0 – 2     | Chivas Guadalajara      | Estádio Nacional, Santiago   |
| 21:15 (UTC-4) |                      | Relatório | Báez 22' · Magallón 55' | Árbitro: ARG Sergio Pezzotta |

### Chave F2
| 28 de julho   | Internacional | 1 – 0     | São Paulo | Estádio Beira-Rio, Porto Alegre |
| 21:50 (UTC-3) | Giuliano 68'  | Relatório |           | Árbitro: ARG Héctor Baldassi    |

| 5 de agosto   | São Paulo                             | 2 – 1     | Internacional  | Estádio do Morumbi, São Paulo |
| 21:50 (UTC-3) | Alex Silva 30' · Ricardo Oliveira 54' | Relatório | Alecsandro 52' | Árbitro: PAR Carlos Amarilla  |

## Final
O campeão da Copa Libertadores 2010 garante o direito de participar da Copa do Mundo de Clubes da FIFA 2010 em Abu Dhabi, nos Emirados Árabes. Como o Chivas Guadalajara não é integrante de uma confederação sul-americana de futebol, não tem o direito de participar do Mundial de Clubes mesmo se conquistasse o título, o que garantiu a vaga ao Internacional por antecipação. O México, filiado a CONCACAF, qualifica seus clubes através da Liga dos Campeões da CONCACAF.
Além do Mundial de Clubes, o campeão adquire o direito de participar da Recopa Sul-Americana de 2011, contra o campeão da Copa Sul-Americana de 2010.
| Equipe 1           | Total | Equipe 2      | Ida | Volta |
| ------------------ | ----- | ------------- | --- | ----- |
| Chivas Guadalajara | 3–5   | Internacional | 1–2 | 2–3   |

| 11 de agosto  | Chivas Guadalajara | 1 – 2     | Internacional              | Estádio Omnilife, Guadalajara |
| 19:50 (UTC-5) | Bautista 45+1'     | Relatório | Giuliano 73' · Bolívar 76' | Árbitro: ARG Héctor Baldassi  |

| 18 de agosto  | Internacional                                        | 3 – 2     | Chivas Guadalajara       | Estádio Beira-Rio, Porto Alegre         |
| 22:00 (UTC-3) | Rafael Sóbis 61' · Leandro Damião 76' · Giuliano 89' | Relatório | Fabián 43' · Bravo 90+2' | Público: 53,124 Árbitro: COL Óscar Ruiz |